# ديان هانسون
ديان هانسون (بالإنجليزية: Dian Hanson)‏ هي صحفية وكاتِبة أمريكية، ولدت في 2 نوفمبر 1951.

## وصلات خارجية
- ديان هانسون على موقع IMDb (الإنجليزية)